# محمد حمدی زکی
محمد حمدی زکی (عربی: محمد حمدي زكي؛ زادهٔ ۱۳ دسامبر ۱۹۹۱) بازیکن فوتبال اهل مصر است.
از باشگاه‌هایی که در آن بازی کرده‌است می‌توان به باشگاه فوتبال الاتحاد اسکندریه، باشگاه ورزشی الاهلی، و باشگاه فوتبال سموحه اشاره کرد.
وی همچنین در تیم‌های ملی فوتبال زیر ۲۰ سال مصر و مصر بازی کرده‌است.